# 俳景
俳景（はいけい）とは、1997年に藤井清茂により提唱された盆景の新しい形態の1つである。

## 概要
俳景の意味は「俳味のある盆景」ということである。
特徴は、従来の盆景が自然の山水を盆の上に再現するのに対し、俳景では主に人の営みに注目して作景するものである。
技法は俳景の「俳」の字が意味する様に、「洒脱」「軽微」「飄逸」を旨として既存の作り物（景種と呼ぶ）を黒塗りの盆の上に配置するだけで景色を作るものである。
従来の盆景では作景に高度な技術を要されるが、俳景では景種の選択と配置の仕方だけで作景者の心情を表現できる楽しみがある。
応用として作られた俳景の景色をもとに俳句や短歌を詠む「俳景俳句」や「俳景短歌」という遊びが楽しまれている。